# جيفري فريدريك
جيفري فريدريك هيويت (بالإنجليزية: Geoffrey Frederick Hewitt)‏ وهو مهندس كيميائي بريطاني وأستاذ فخري في كلية لندن الإمبراطورية والحاصل على زمالة الأكاديمية الملكية للهندسة وزمالة الجمعية الملكية. كان بين عامي 1993 و 1999 أستاذاً للهندسة الكيميائية في كورتولدس.
حصل على شهادة BSc Tech ودرجة الدكتوراه من معهد جامعة مانشستر للعلوم والتكنولوجيا.
انتخب زميلا في الأكاديمية الملكية للهندسة في عام 1984 وأصبح زميلا للجمعية الملكية في عام 1989 وحصل على الدكتوراه الفخرية من جامعة هيريوت وات في عام 1995. في عام 2007، حصل البروفسور هيويت على جائزة الطاقة العالمية من قبل فلاديمير بوتين.

## أعماله
- موسوعة الحرارة والنقل الجماعي، Hemisphere Publ. شركة، 1986، (ردمك 978-0-89116-332-9)
- مقدمة في الطاقة النووية، تايلور، فرانسيس، 1 مارس 1987، (ردمك 978-1-56032-682-3)